# سیارک ۱۵۶۷۲
سیارک ۱۵۶۷۲ (به انگلیسی: 15672 Sato-Norio، نامگذاری:1977EX7) پانزده هزار و ششصد و هفتاد و دومین سیارک کشف شده‌است که در ۱۲ مارس ۱۹۷۷ کشف شد.
قدر مطلق سیارک برابر ۱۲.۹ است.